# 格雷夫人鎮

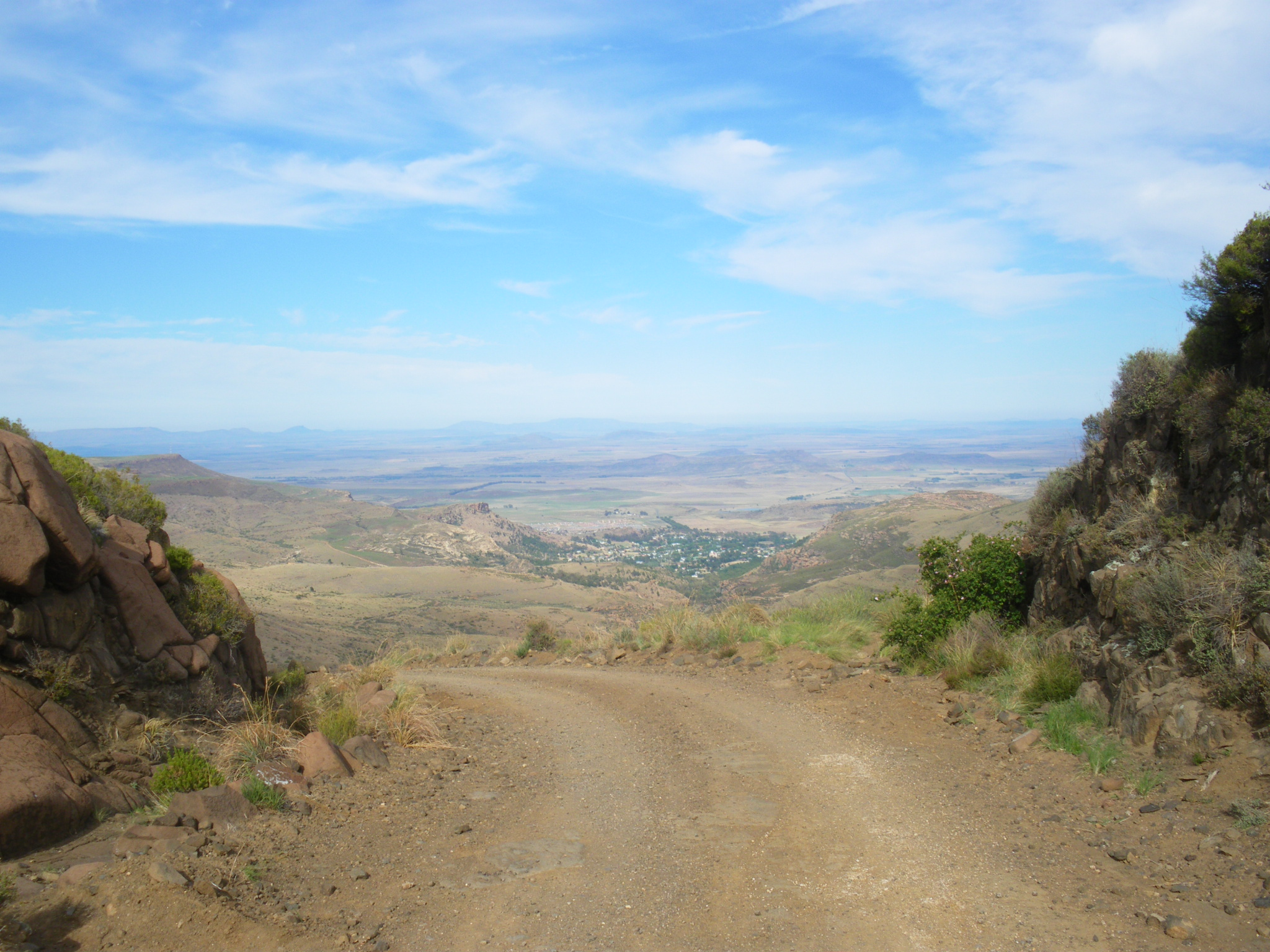
格雷夫人鎮

格雷夫人鎮是南非的城鎮，位於該國東部，由東開普省負責管轄，距離北阿利瓦爾54公里，面積23.75平方公里，2001年人口1,312，人口密度每平方公里55人。

## 外部連結
- http://www.wildtrout.co.za （页面存档备份，存于）
- http://www.artsacademy.co.za （页面存档备份，存于）